# Лазар Тасић
Лазар Тасић (Београд, 5. април 1931 — Београд, 16. мај 2003) био је југословенски и српски фудбалер, репрезентативац Југославије.

## Каријера
Почео је у млађим категоријама БСК-а, наставио као првотимац ОФК Београда за који је одиграо око 300 утакмица. Играо је на позицији полутке и центархалфа.
Од 8. јануара 1955. до 15. фебруара 1961. одиграо је за београдску Црвену звезду укупно 352 утакмице, од тога 154 првенствених и постигао 74 гола. Са Црвеном звездом је четири пута освајао првенство (1956, 1957, 1959. и 1960) док је 1959. освојио Куп маршала Тита. Играо је у генерацији са Беаром, Зековићем, Спајићем, Митићем, Костићем и другима, у времену када су „црвено-бели“ постизали највеће успехе и освајали титуле.
Од новембра 1961. до 1965. играо је у Француској, у екипи Булоњ, а након тога постао је члан немачке екипе Сарбрикен (1964-1965). Играчку каријеру је завршио у зеничком Челику за који је одиграо полусезону у првенству 1966/67.
Одиграо је 13 утакмица за најбољу селекцију Југославије и постигао један гол. Дебитовао је 2. новембра 1952. против Египта у Београду, када је у игру ушао уместо Вујадина Бошкова, последњу утакмицу за национални тим одиграо је 8. јануара 1960, такође против Египта, овог пута у Каиру.
Кад је престао са активним играњем фудбала, посветио се тренерском послу. Преминуо је у Београду 16. маја 2003. године.

## Трофеји
Црвена звезда
- Првенство Југославије: 1956, 1957, 1959, 1960.
- Куп Југославије: 1958, 1959.

ОФК Београд
- Куп Југославије: 1953.